# Coatepec Harinas
Coatepec Harinas è un comune del Messico, situato nello stato di Messico.